# Cristina Song-Puche
Pour les articles homonymes, voir Song (homonymie) et Puche (homonymie).
Pas d'image ? Cliquez ici

a Compétitions nationales et continentales officielles uniquement.

b Matchs officiels uniquement.
Cristina Hayoung Song-Puche, née le 25 octobre 1989 à Yecla, est une joueuse de rugby à XIII française d'origine espagnole et coréenne qui évolue aux postes de centre, arrière et demi d'ouverture.
Originaire de Murcia, elle joue au rugby à sept, discipline dans laquelle elle dispute des tournois internationaux
Elle fait partie des premières françaises à tenter leur chance dans l'hémisphère sud en 2018 en rejoignant le club néo-zélandais des Manurewa Marlins.
Elle rejoint ensuite en 2019 l'équipe des Burleigh Bears dans le Queensland, en Australie.
Au mois d'avril 2019, elle rencontre sa compatriote Lauréane Biville pour la première confrontation de l'histoire du rugby à XIII entre deux joueuses françaises dans le championnat australien.

## Biographie
Cristina Song-Puch est espagnole de naissance mais officiellement française depuis le 25 juin 2018. Elle est professeure d'Espagnol.
Adepte de la marche athlétique dans sa jeunesse, elle découvre le rugby à XV et VII à l’université d’Alicante en 2009. Elle quitte l'Espagne pour améliorer son niveau en vue de disputer des tournois de rugby à sept avec l'équipe d'Espagne. Elle est appelée pour la première fois en équipe d'Espagne de rugby à sept féminin en novembre 2013.
Elle rejoint ensuite les Déesses, section féminine du XIII Catalan.
En 2020, le site Treize Mondial lui décerne le titre de neuvième meilleure joueuse française.

## Palmarès
- Collectif :Championne de France 2024, Coupe de France 2024 / 2025.